# Guido Mosenson
Guido Mosenson (Buenos Aires, 7 marzo 1989) è un giocatore di calcio a 5 argentino, campione del mondo con la nazionale argentina nel 2016.

## Carriera

### Club
Entrato nel settore giovanile dell'Hebraica nel 2003, cinque anni più tardi è titolare della squadra che conquista la promozione in División de Honor. Eccetto una parentesi nel Kimberley, rimane all'Hebraica fino al termine del 2016, quando si trasferisce in prestito biennale al Boca Juniors. Nella stagione 2017 viene premiato come miglior portiere della División de Honor per aver contribuito in maniera decisiva alla vittoria del campionato da parte degli xeneizes. Dopo una stagione di inattività forzata, causata dal mancato rinnovo del prestito, nel 2020 ritorna a giocare nel Boca.

### Nazionale
Titolare della Nazionale maschile under 20 di calcio a 5 dell'Argentina, con cui raggiunge la finale del campionato sudamericano di calcio a 5 Under-20 2008, entra già in giovane età nel giro di quella maggiore salvo poi non venire più convocato da Larrañaga. Con la nomina di Giustozzi come commissario tecnico, nel 2016 Mosenson ritorna in Nazionale a distanza di 4 anni dall'ultima apparizione.

## Palmarès
- Campionato mondiale: 1
2016